# 貝爾穆多一世 (阿斯圖里亞斯)
貝爾穆多一世 （西班牙語：Bermudo I，又稱Vermudo或Veremund，約750年—797年），暱稱為執事或是僧侶，788或789年起為阿斯圖里亞斯國王直到他791年遜位。他是弗魯埃拉（阿方索一世的弟弟）的一位兒子，並且為奧雷利歐的弟弟。他統治的自然結束為阿斯圖里亞斯-阿拉伯關係迎來新的階段。
貝爾穆多為官方宮廷大臣（王宮的貴族）推舉出來取代馬烏雷加托的，馬烏雷加托於788年自然去世。自從馬烏雷加托於783年帶者地方支援，在一場政變後取得王位，而之後貝爾穆多進行繼位時沒有發生意外，可能表示馬烏雷加托已經改變大臣貴族的地位，並且因此貝爾穆多被推薦為候選人，如同馬烏雷加托，為了防止阿方索二世（弗鲁埃拉一世的兒子及繼承人）的成功繼位。雖然阿方索三世史書的兩個現存版本皆將貝爾穆多寫作他在位時離去成為一名執事，這個事實更加強了他的推選是為了堅決反對阿方索的意圖。
不論如何，他的統治並不長久。他必須對抗一支入侵阿拉瓦以及加利西亞的阿拉伯-柏柏敵軍，而在791年的布比亞河戰役（可能位於今日的比爾索）遭到擊敗。雖然最接近的基督教資料並沒有提到他對手的姓名，但這場戰役可以視為790年代一系列對阿斯圖里亞斯王國具有侵略性的戰役的首場主要戰爭。布比亞的穆斯林指揮官在伊本·艾西爾的著作中名叫優素福·伊本·布赫特，而戰爭同樣地被馬蓋里記錄下來。貝爾穆多在吃敗仗後宣布退位，雖然是他自願的（阿方索三世史書中描述，因為他是一位執事，或是想起自己是一位執事）還是被逼迫的目前無從得知。從歷史上來看，在西哥德人統治下的西班牙，一個被證明軍事實力不充足的國王，通常會被強迫退位。即使如此，他被認為是在他的年代中很慷慨及傑出的男子，阿爾貝達史書使用「仁慈與虔誠」描述他。
貝爾穆多的王位由阿方索二世繼承，他還留有一名兒子，日後登上王位成為拉米羅一世（母親姓氏不明）。據說在他退位後活了很長的一段時日，或許是因為做為一名僧侶，以及與他的繼任者維持著良好的關係。